# Ceratoneura indi
Ceratoneura indi är en stekelart som beskrevs av Girault 1917. Ceratoneura indi ingår i släktet Ceratoneura och familjen finglanssteklar. Inga underarter finns listade i Catalogue of Life.